# Fracción egipcia
Una fracción egipcia es la suma de fracciones unitarias distintas, es decir, de fracciones de numerador 1, y cuyos denominadores sean enteros positivos distintos. Se puede demostrar que cualquier número racional positivo se puede escribir como fracción egipcia.

El ojo de Horus (Udyat) contiene los símbolos jeroglíficos de los primeros números racionales.

## Fracciones en Egipto
Los historiadores matemáticos suelen describir el álgebra como un proceso que se ha ido desarrollando en tres etapas:
1. álgebra retórica, en que el problema se enuncia mediante palabras comunes del lenguaje;
2. álgebra sincopada, en que algunas de las palabras del problema están abreviadas para una mayor simplicidad y comprensión;
3. álgebra simbólica, en que se utilizan símbolos para designar los operadores y operandos, con lo que se simplifica aún más la comprensión (un ejemplo de simbolismo es denotar la incógnita como "x").

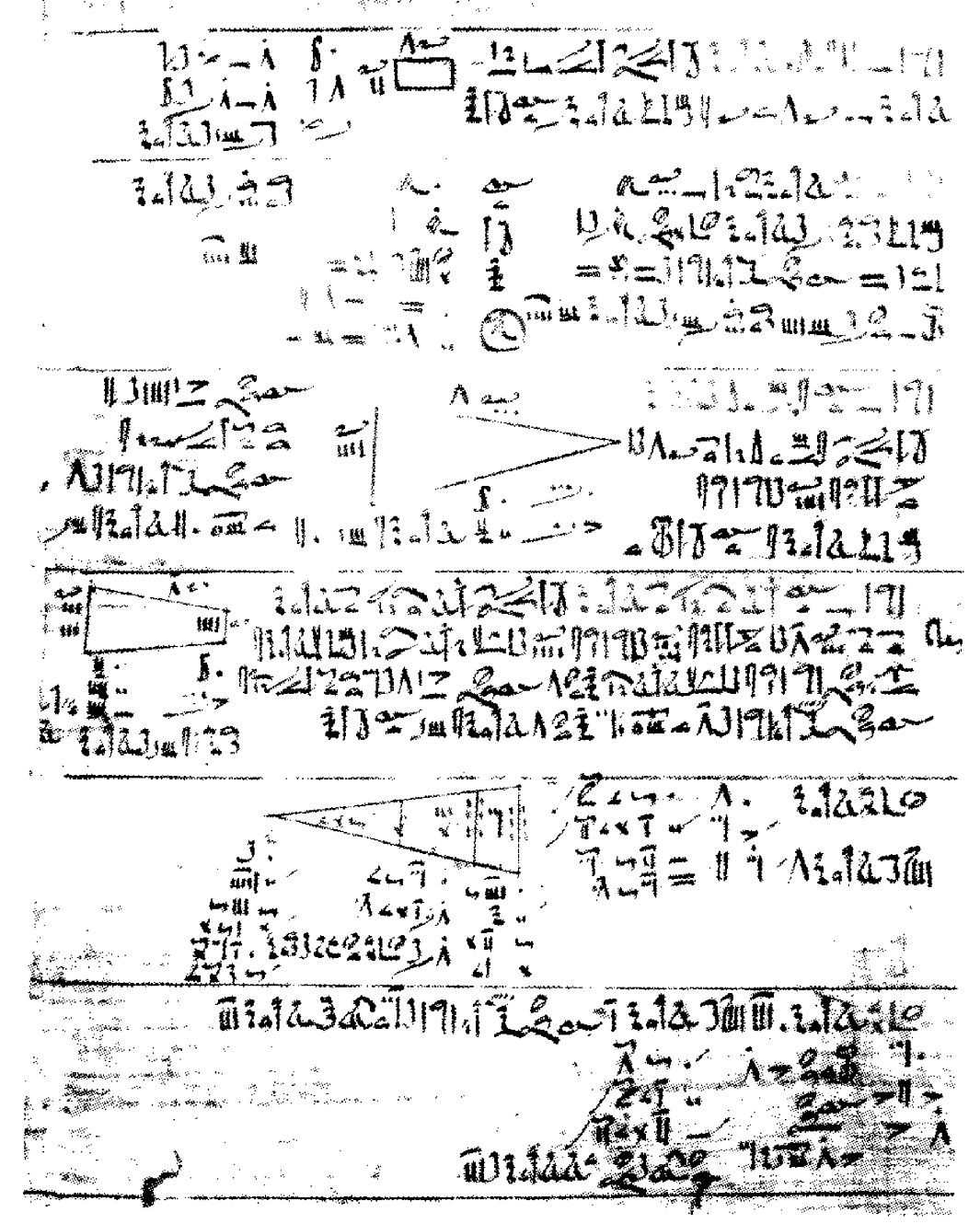
Fragmento del Papiro de Ahmes.

Los egipcios ya utilizaban las dos primeras, pues sabemos, a partir de los jeroglíficos, que los antiguos sacerdotes egipcios en su álgebra retórica, empleaban expresiones como la palabra "aha" (que significa "montón" o "conjunto") para la incógnita. Esto se muestra en el Papiro de Ahmes (circa 1650 a. C.) en el Museo Británico de Londres, en la traducción de uno de sus problemas, "aha":
"Problema 24: Una cantidad y su séptima parte dan conjuntamente 19. ¿Cuál es la cantidad?
Supóngase 7. 7 y 17 de 7 suman 8. Tantas veces como 8 debe ser multiplicado para dar 19 son las veces que 7 debe ser multiplicado para dar el número deseado."
En su forma simbólica moderna, x + x7 = 8x7 = 19, o x = 1338. Demostración: 1338 +
133(7 · 8) = 1338 + 198 = 1528 = 19.

## Notación
Los antiguos egipcios calculaban utilizando fracciones unitarias, como 12 ; 13 ; 14 ; 110 ; ...
El jeroglífico para una boca abierta (R) denotaba la barra de fracción (/), y un jeroglífico numérico escrito debajo de la "boca abierta", denotaba el denominador de la fracción.
| D21 · Z1 · Z1 · Z1 |

| D21 · Z1 · Z1 · Z1 |

| D21 · V20 |

| D21 · V20 |

Cualquier fracción que escribimos con un numerador no unitario, los egipcios la escribían como suma de fracciones unitarias distintas. De ahí que las sumas de fracciones unitarias se conozcan como "fracciones egipcias".

## La tablilla de Ajmin
La tablilla de Ajmim (Akhmim), muestra como ejemplo cinco divisiones de una unidad de volumen llamada hekat (ḥqȝt), comenzando con la unidad del hekat (similar a la fanega) valorada como 64/64. Las divisiones de esta unidad por 3, 7, 10, 11 y 13 son exactas. El escriba anota en la tablilla cinco respuestas en dos partes. La primera mitad de la respuesta es un cociente binario. El escriba dividió exactamente un hekat (64/64) entre 3, y encontró el cociente correcto: 21, con el resto correcto de 1; reescribió 21 como 16 + 4 + 1, de tal forma que 16 + 4 + 164 se convierte en 14 + 116 + 164 , una serie binaria. Además, el escriba ha escalado el resto uno a unidades de 1320 (R), esto es, 1192 = 53 x 1320 = (1 + 23) x 1320.
El escriba combinó el cociente y el resto en una sola expresión. La respuesta de 13 de hekat fue reescrita como 14 116 164 123 R. No se usaron signos de suma o de multiplicación, simplemente escribían la serie de fracciones de izquierda a derecha. El escriba demostró todas sus soluciones, multiplicando las cinco respuestas por los divisores iniciales para obtener el valor inicial de 64/64 de la unidad hekat. Describió también este método exacto de división con más detalle que Ahmes y los posteriores escribas del Imperio Medio: los pasos de Ahmes no incluían demostración; aunque eran idénticos a los usados en este papiro.
Hana Vymalzova [cita requerida] publicó en 2002 una nueva traducción de la tablilla, mostrando que las cinco divisiones eran exactas, analizando primero los pasos de la prueba y las cinco respuestas a 64/64. Vymalzova entonces actualizó la incompleta traducción de Daressy, de 1906, que sólo había encontrado como exactas las soluciones de 13 , 14 y 110.

## El papiro de Ahmes

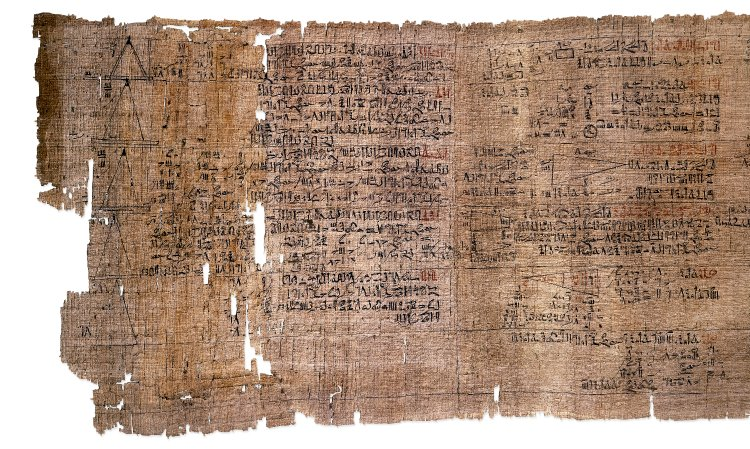
Papiro de Ahmes o papiro matemático de Rhind.

Además del hecho de que (64/64)/n = C/64 + (5r/n) x R, con C = cociente y r = resto, resume bastante bien la división del hekat por parte de los escribas en el 2000 a. C., dos hechos permiten conocer el pensamiento de los escribas: Uno, es que siempre que el divisor n estuviera entre 1/64 y 64 se había llegado a un límite de 64; el papiro de Ahmes detalla este doble límite. El otro es que para ir más allá del límite n = 64, se desarrollaron el hin, el R, y otras subunidades del hekat. Gillings resume los datos del papiro de Ahmes con 29 ejemplos en un apéndice, contrastando entonces las expresiones de dos partes con sus equivalentes de una sola en hin. Los textos médicos y sus dos mil ejemplos usaron también los formatos de una sola parte en los ingredientes de una receta: 10/n hin para 1/10 de hekat, y 320/n R para 1/320 de hekat.
Ahmes pudo superar el límite de 64 y la aritmética del resto en dos partes de otras maneras, siendo una de ellas el aumentar el tamaño del numerador. El método de división del hekat en dos partes fue descrito en el problema 35º, 100 hekat divididos por n = 70. Ahmes escribió 100 x (64/64)/70 = (6400/64)/70 = 91/64 + 30/(70 x 64). El cociente fue escrito como (64 + 16 + 8 + 2 + 1)/64 =(1 + 1/4 + 1/8 + 1/32+ 1/64), y el resto como (150/70) x 1/320 = (2 + 1/7) R. Finalmente, la respuesta combinada de 1 1/4 1/8 1/32 1/64 2 1/7 R fue escrita usando las antiguas reglas de notación definidas en la tablilla Ajmim (350 años más antigua), de izquierda a derecha, sin signos de adición ni multiplicación.

## Sucesión de Sylvester
Un algoritmo que produce la representación de número racional r = a/b entre 0 y 1 como fracción egipcia es el algoritmo voraz de James Joseph Sylvester, que consiste en:
1. Encontrar la fracción unitaria más ajustada a r pero menor que r. El denominador se puede hallar dividiendo b entre a, ignorando el resto y sumando 1. Si no hay resto, r es una fracción unitaria, así que ya no hay que seguir calculando.
2. Restar la fracción unitaria de r y aplicar de nuevo el paso 1 utilizando la diferencia entre las dos fracciones como r.

Ejemplo: convertir 1920 en fracción egipcia.
- 2019 = 1 con algún resto, así que la primera fracción unitaria es 12.
- 1920 - 12 = 920.
- 209 = 2 con algún resto, así que la segunda fracción unitaria es 13.
- 920 - 13 = 760
- 607 = 8 con algún resto, así que la tercera fracción unitaria es 19.
- 760 - 19 = 1180 que es otra fracción unitaria.

Así que el resultado es 
1920 = 12 + 13 + 19 + 1180
Nótese que la representación de un número racional dado como fracción egipcia no es única, y el algoritmo anterior no siempre devuelve la representación más corta ni la más sencilla:
1920 = 12 + 14 + 15